# Nowyj Bykiw
Nowyj Bykiw (ukrainisch Новий Биків; russisch Новый Быков Nowy Bykow) ist ein Dorf im Süden der ukrainischen Oblast Tschernihiw mit etwa 2000 Einwohnern (2001).

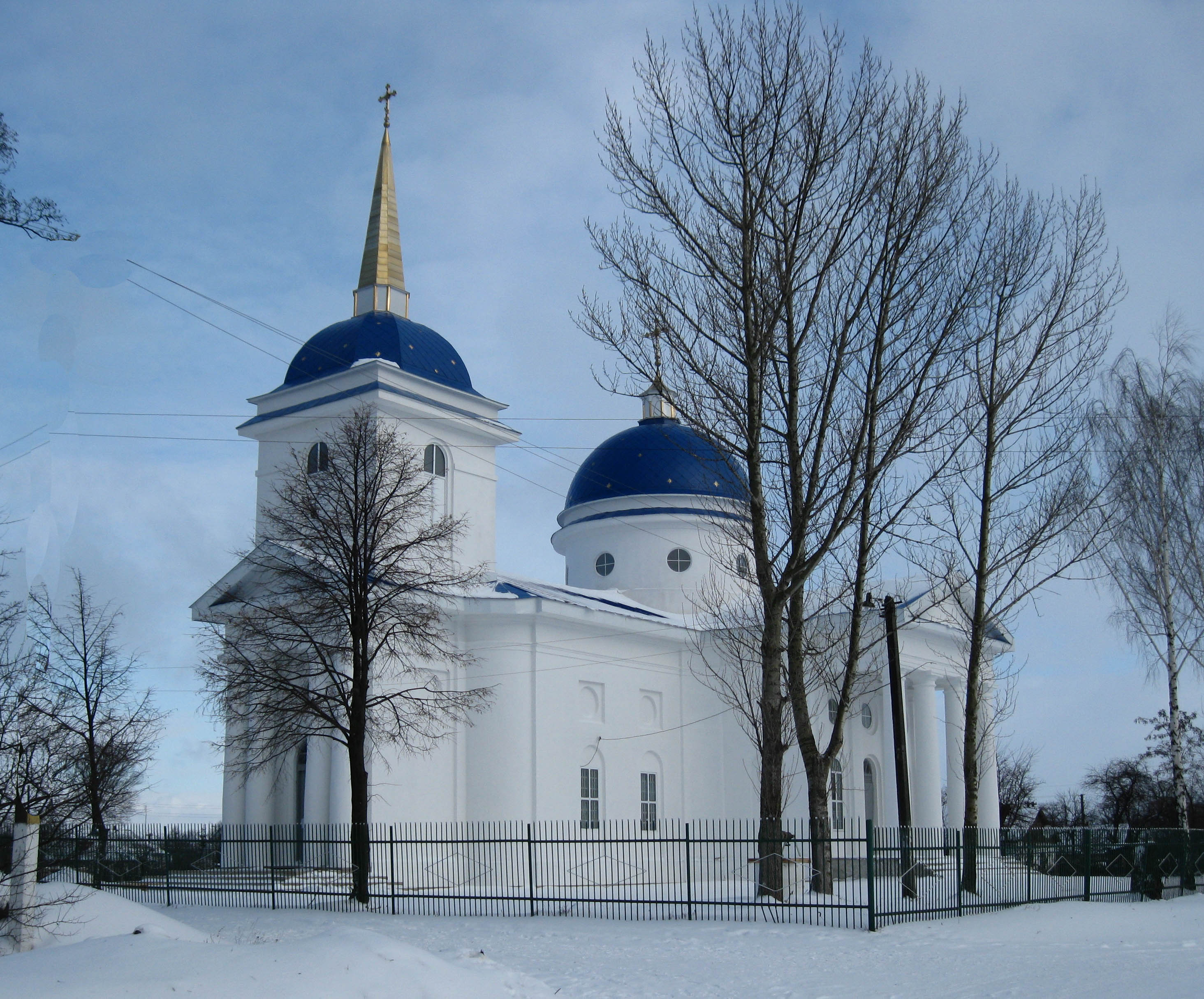
Kirche im Dorf

Das in der zweiten Hälfte des 16. Jahrhunderts erstmals schriftlich erwähnte Dorf, eine weitere Quelle nennt das Jahr 1564 liegt 15 km flussaufwärts der Siedlung städtischen Typs Shuriwka am linken Ufer des Supij, einem 144 km langen, linken Nebenfluss des Dnepr, 31 km südöstlich vom ehemaligen Rajonzentrum Bobrowyzja und 125 km südlich vom Oblastzentrum Tschernihiw. In ihr befindet sich die Anfang des 19. Jahrhunderts von Kirill Rasumowski erbaute Maria-Himmelfahrt-Kirche.
Das Dorf liegt verkehrsgünstig an der Fernstraße N 07 sowie den Territorialstraßen T–25–27 und T–25–41.
Im Jahr 2022, während der russischen Invasion in der Ukraine, wurde das Dorf vom 26. Februar bis 31. März besetzt. Russisches Militärpersonal verübte im Dorf eine Reihe von Kriegsverbrechen: Erpressung von Lebensmitteln von der Bevölkerung, Verbot der freien Bewegung im Dorf, Verbot, die toten Angehörigen auf dem Friedhof zu begraben, zahlreiche Fälle von Plünderungen (Raub von Geschäften und der Bevölkerung), Zerstörung von Wohnungen, Gefangennahme von Zivilisten.
Am 15. Februar 2017 wurde das Dorf ein Teil der neugegründeten Landgemeinde Nowa Bassan, bis dahin bildete es zusammen mit dem Dorf Staryj Bykiw (Старий Биків) sowie der Ansiedlung Tschystopillja (Чистопілля) die gleichnamige Landratsgemeinde Nowyj Bykiw (Новобиківська сільська рада/Nowobykiwska silska rada) im Südosten des Rajons Bobrowyzja.
Am 17. Juli 2020 kam es im Zuge einer großen Rajonsreform zum Anschluss des Rajonsgebietes an den Rajon Nischyn.